# Kalendarium wojska polskiego 1764–1788

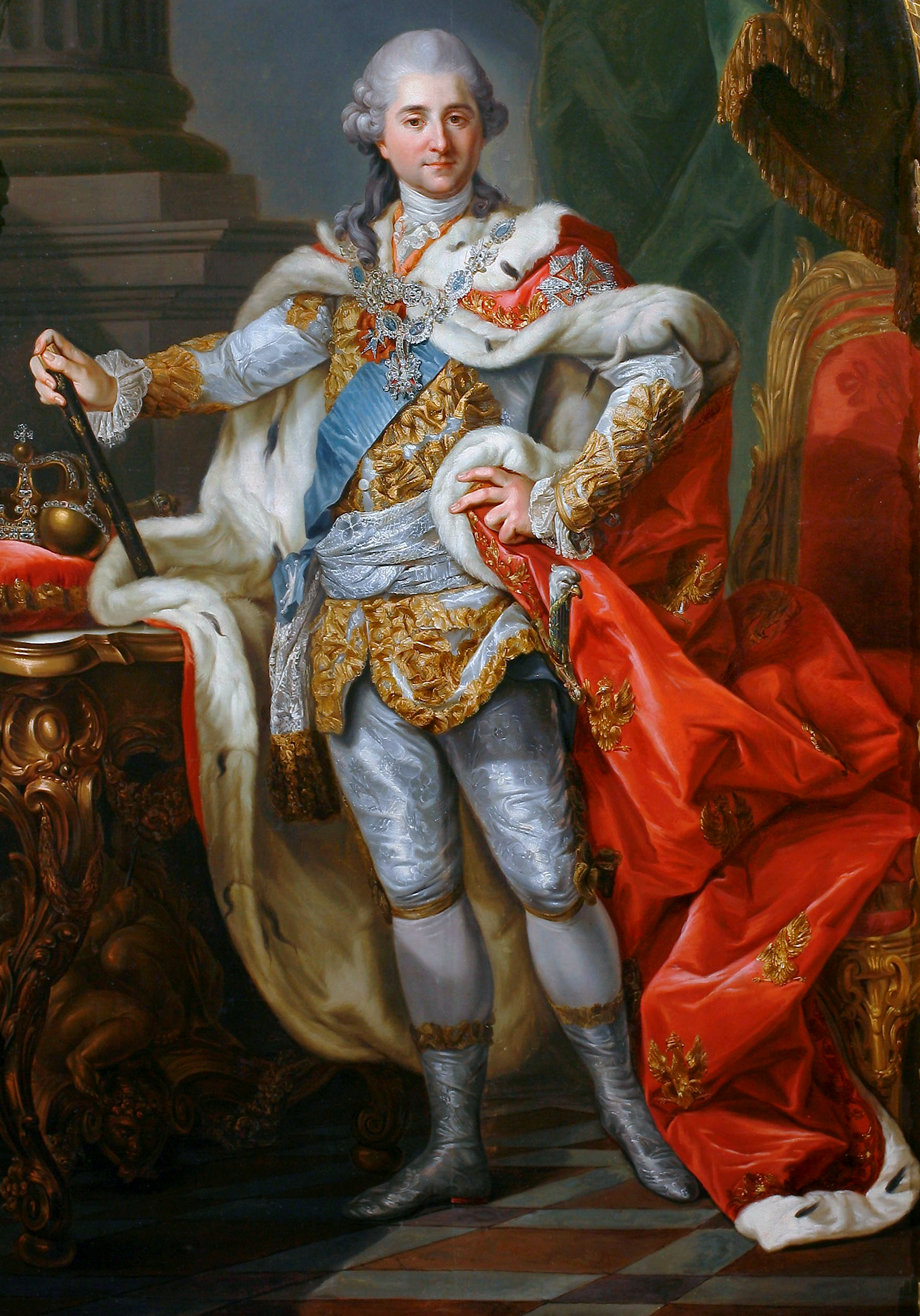
Naczelny wódz wojsk Rzeczypospolitej Stanisław II August

Kalendarium wojska polskiego 1764–1788 – wydarzenia w wojsku polskim w latach 1764–1788.

## 1768
29 lutego 1768–18 sierpnia 1772
- Konfederacja barska[1][2]

29 lutego
- zawiązanie się konfederacji w Barze na Podolu[1]

28 kwietnia–8 maja
- obrona Chmielnika przez Kazimierza Pułaskiego[1]

7 maja
- rozbicie odsieczy dla Chmielnika pod Ufanowem[1]

28 maja–13 czerwca
- obrona Berdyczowa przez Kazimierza Pułaskiego[1]

10 czerwca
- rozbicie odsieczy dla Berdyczowa pod Wiernyhorodkiem[1]

20 czerwca
- upadek Baru[1]

1–22 sierpnia
- oblężenie Krakowa przez korpus gen. mjr. Apraksina[1]

22 sierpnia
- kapitulacja Krakowa[1]

## 1769
9 kwietnia
- bitwa pod Skrzynnem[1]

26 maja–1 czerwca

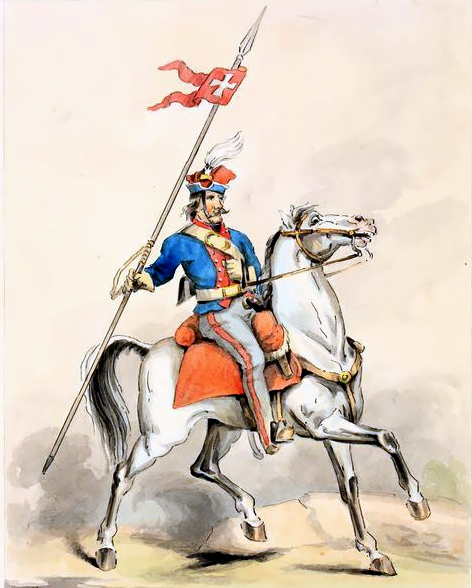
Konfederat barski

- oblężenie Lwowa przez Józefa Bierzyńskiego i Pułaskich[1]

6 lipca
- bitwa Kazimierza Pułaskiego pod Kukiełkami[1]

12 lipca
- bitwa Franciszka i Kazimierza Pułaskich pod Słonimiem[1]

16 lipca
- bitwa Józefa Bierzyńskiego pod Białymstokiem[1]

13 września
- bitwy Franciszka i Kazimierza Pułaskich pod Orzechowem i Włodawą[1]

## 1770
23 stycznia
- bitwa pod Dobrą[1]

29 stycznia
- bitwa pod Kcynią[1]

12 lutego
- bitwa pod Zawadami koło Błonia[1]

9 września
- zajęcie Częstochowy przez K. Pułaskiego i M. Walewskiego[1]

31 grudnia–15 stycznia 1771
- oblężenie Częstochowy przez ppłk. Drewicza i ppłk. Langego[1]

## 1771
19–30 stycznia

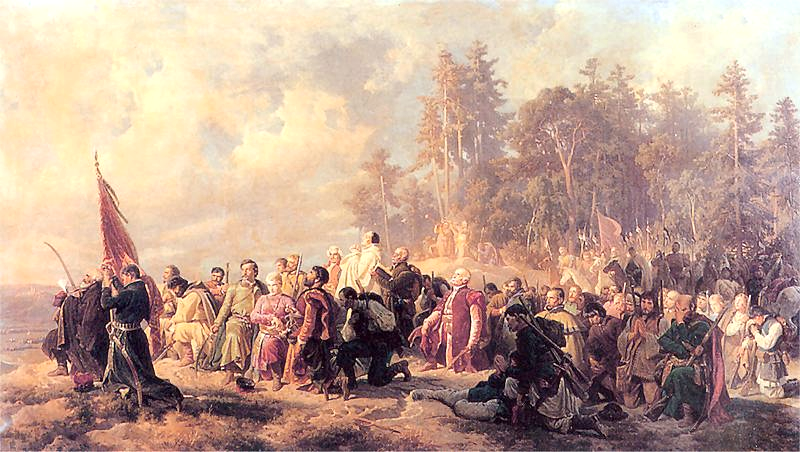
Modlitwa konfederatów barskich przed bitwą pod Lanckoroną

- oblężenie Poznania przez J. Zarembę[1]

21–22 maja
- atak gen.mjr. Suworowa na Tyniec[1]

23 maja
- Bitwa pod Lanckoroną[1]

1 czerwca
- bitwa pod Zamościem[1]

23 czerwca
- bitwa pod Widawą[1]

6 września
- bitwa pod Bezdzieżem[3]

23 września
- bitwa pod Stołowiczami[3]

31 października
- bitwa pod Skaryszewem[3]

## 1772
2 lutego
- opanowanie Wawelu przez płk. Choisy i kpt. Viomenila[3]

23 marca
- bitwa J. Zaremby pod Milejowem koło Piotrkowa[3]

23 kwietnia
- kapitulacja Wawelu[3]

18 sierpnia
- kapitulacja Częstochowy[3]

## 1776
- utworzenie departamentu wojskowego Rady Nieustającej[4]